# Suramericano de Natación de 2004 - 50 m. Pecho Masculino
La prueba de 50 m pecho masculino del campeonato sudamericano de natación de 2004 se realizó el 26 de marzo de 2004, el segundo día de competencias del campeonato.

## Medallistas
| Evento     | Oro                              | Plata                             | Bronce                          |
| ---------- | -------------------------------- | --------------------------------- | ------------------------------- |
| 50 m pecho | Eduardo Fisher · Brasil · 29.26. | Walter Arciprete Argentina 29.31. | Felipe Santos · Brasil · 29.42. |

## Resultados
| Posición | Carril | Nadador          | Tiempo |
| -------- | ------ | ---------------- | ------ |
| 1        | 4      | Eduardo Fisher   | 29.26. |
| 2        | 6      | Walter Arciprete | 29.31. |
| 3        | 5      | Felipe Santos    | 29.42. |
| 4        | 3      | Sergio Ferreyra  | 29.75. |
| 5        | 2      | Gerardo Giménez  | 30.23. |
| 6        | 7      | Ramiro Palmar    | 30.56. |
| 7        | 1      | Antonio León     | 31.59. |
| 8        | 8      | Diego Bonilla    | 32.01. |